# 太和镇 (西昌市)
太和镇，是中华人民共和国四川省凉山彝族自治州西昌市下辖的一个乡镇级行政单位。

## 行政区划
太和镇下辖以下地区：
太和铁矿社区、转山村、小麻柳村、太和村、李家坎村、中心村、余堡村和花树村。